# 折多杜鹃
折多杜鹃（学名：Rhododendron bonvalotii）为杜鹃花科杜鹃花属下的一个种。

## 扩展阅读
- 維基物種上的相關：折多杜鹃